# Curtis Sliwa
Curtis Sliwa (ur. 26 marca 1954 r. w Nowym Jorku) – amerykański aktywista i polityk.

## Życiorys
Urodził się 26 marca 1954 r. w dzielnicy Canarsie na Brooklynie, pochodzi z katolickiej, polsko-włoskiej rodziny. Do aktywności publicznej zachęcili go zarówno ojciec, zdeklarowany Demokrata, jak i matka, praktykująca katoliczka. Rzucił naukę w liceum, szybko ożenił się i przeniósł na Południowy Bronx, gdzie zaczął pracować jako menadżer nocnej zmiany w lokalu McDonald’s na East Fordham Road. Według jego własnych wspomnień, regularnie gonił złodziei uciekających z baru. Pod wpływem narastającej w mieście fali przemocy postanowił zaangażować się w walkę z nią. Pod koniec lat 1970. założył organizację wolontariuszy, której pierwotnym celem było zwalczanie powszechnej wówczas przemocy i przestępczości w nowojorskim metrze, i która do dziś wspiera policję w walce z gangami. W 1979 r. organizacja przyjęła nazwę Guardian Angels, z czasem rozrastając się do ponad 100 oddziałów w 14 krajach świata.
W 1992 r. przyznał, iż część wczesnych działań Guardian Angels była sfingowana. Sliwa jest również konserwatywnym komentatorem w nowojorskich programach radiowych, z tego powodu został porwany i postrzelony przez gangstera, któremu nie spodobały się komentarze , jakie wygłaszał on na jego temat w radiu. W 2009 r. nowojorska Polonia wybrała go na Głównego Marszałka corocznej Parady Pułaskiego. W 2021 oraz w 2025 r. ubiegał się o stanowisko burmistrza Nowego Jorku jako przedstawiciel Partii Republikańskiej. 
W grudniu 1981 r. poślubił drugą żonę, Lisę Evers, pod koniec lat 2000. ożenił się po raz trzeci z Marią Sliwa, z którą rozstał się w 2012 r., po wyjściu na jaw romansu z Melindą Katz.